# استیت تامپسون
استیت تامپسون (انگلیسی: Stith Thompson; ۷ مارس ۱۸۸۵ – ۱۰ ژانویهٔ ۱۹۷۶) فولکوریست و متخصص مطالعات فرهنگ مردم و همچنین استاد دانشگاه‌های دانشگاه تگزاس در آستین و دانشگاه ایندیانا بلومینگتون اهل ایالات متحده آمریکا بود.
وی همچنین برندهٔ جوایزی همچون کمک‌هزینه گوگنهایم شده است.